# Orchard Park (Stadt, New York)
Orchard Park ist eine Stadt im Erie County im US-Bundesstaat New York und ein Vorort im Südosten von Buffalo. Laut der letzten Volkszählung im Jahr 2010 hatte Orchard Park 29.054 Einwohner, die letzte Schätzung von 2016 geht von mittlerweile 29.629 Einwohnern aus. Innerhalb der Stadtgrenzen gibt es auch ein gleichnamiges Dorf. Orchard Park ist eines der sogenannten „Southtowns“ des Erie County.

## Geographie
Laut Angaben des United States Census Bureau hat die Stadt eine Fläche von 99,8 km² (38,5 Quadratmeilen), wovon 0,21 km² (0,08 mi²) Wasserflächen sind. Der U.S. Highway 219 verläuft durch den westlichen Teil der Stadt, der U.S. Highway 20 (Southwestern Boulevard) verläuft durch den nördlichen Teil und kreuzt die New York State Route 277 und die New York State Route 240 (Orchard Park Road).

### Nachbargemeinden
- West Seneca
- Lackawanna
- Hamburg
- Boston
- Colden
- Aurora
- Elma

## Geschichte
Im Jahr 1803 kauften Didymus C. Kinney und seine Ehefrau Phebe (Hartwell) Land und errichteten eine Hütte im Bereich des Townships, die mittlerweile ein Museum beherbergt. Im darauffolgenden Jahr begannen sich Mitglieder der Religionsgruppe der Quäker anzusiedeln.
1850 wurde die Siedlung von der Stadt Hamburg getrennt und nach Joseph Ellicott, einem Agenten im Dienst der Holland Land Company, benannt. Nach einigen Monaten erfolgte die Umbenennung in „East Hamburgh“. Um 1934 wurde die Stadt schließlich nach ihrer Hauptsiedlung in Orchard Park umbenannt.
In den frühen 1900er Jahren brannte bei einem Feuer der größte Teil des Dorfs Orchard Park ab.

## Sport
In Orchard Park befindet sich das Bills Stadium, die Heimspielstätte des NFL-Teams Buffalo Bills.

## Persönlichkeiten
- Ben Holmes (* 1994), Football-Spieler
- Jim Kelly (* 1960), ehemaliger American-Football-Spieler
- William Sadler (* 1950), Schauspieler